# Produzione biologica di idrogeno

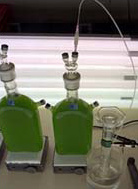

La produzione biologica di idrogeno è principalmente fatta in bioreattori ed è basata sulla produzione di idrogeno da parte di alcune alghe. Le alghe producono infatti idrogeno in alcune condizioni: negli ultimi anni novanta fu scoperto che privando le alghe di zolfo queste smettevano di produrre ossigeno, cioè la normale fotosintesi, ed iniziavano a produrre idrogeno.
Con il termine bioidrogeno si indica l'idrogeno molecolare prodotto per via biologica.

## Introduzione
I processi biologici che portano alla produzione di idrogeno possono prevedere la gassificazione delle biomasse o l'utilizzo di processi metabolici di alcuni microrganismi (batteri, cianobatteri oltre a microalghe) in grado di produrre idrogeno usando come fonte di energia il calore ed un mezzo organico (batteri termofili), la luce ed un mezzo organico (batteri fotosintetici) o la luce e l'acqua (microalghe).
Processi di produzione di idrogeno che non prevedono l'utilizzo di organismi viventi possono essere l'elettrolisi (che è attualmente il metodo di produzione di idrogeno più utilizzato per avere idrogeno puro come descritto nella voce produzione di idrogeno), l'ossidazione di composti metallici reversibili, lo steam reforming (il metodo oggi più adoperato anche se dà un idrogeno meno puro) o la gassificazione del carbone (usata molto verso la metà del secolo scorso).
Uno dei vantaggi della produzione biologica di idrogeno è quello di utilizzare un processo esistente in natura per convertire una fonte energetica primaria nel vettore idrogeno abbassando il tasso inquinante degli scarti di questo processo. Ad esempio, le eventuali emissioni di anidride carbonica nei vari processi biologici che utilizzano per la produzione di idrogeno i mezzi organici non vanno ad un aumentare l'impatto dell'effetto serra, in quanto non provenienti da risorse fossili. Questo vantaggio, ovviamente, non varrebbe nel caso dello steam reforming che usa come fonte iniziale il carbone. Ad ogni modo, processi di elettrolisi che utilizzano l'energia solare (pannelli fotovoltaici), l'energia eolica o qualsiasi altra fonte rinnovabile per produrre energia elettrica sono ugualmente "puliti" e sostenibili da un punto di vista ambientale.

## Problemi nella realizzazione di bioreattori
- Diminuzione di produzione di idrogeno in via fotosintetica dovuta alla formazione di un gradiente protonico
- Inibizione di tipo competitivo della produzione fotosintetica di idrogeno da parte dell'anidride carbonica.
- Necessità di un legame bicarbonico nel fotosistema II (PSII) per mantenere efficiente l'attività fotosintetica
- Cattura competitiva degli elettroni da parte dell'ossigeno durante la produzione di idrogeno da parte delle alghe
- Fattibilità economica-Efficienza energetica: la conversione di luce solare in idrogeno deve raggiungere il 7-10% (le alghe nella loro forma naturale riescono a raggiungere lo 0,1% al massimo)

Attualmente ci sono progetti in corso per risolvere questi problemi con l'uso della bioingegneria.

## Traguardi raggiunti
- 2006 - Ricercatori dell'Università di Bielefeld e della università del Queennsland, hanno geneticamente modificato l'alga verde unicellulare Chlamydomonas reinhardtii in modo da rendere possibile da parte dell'alga la produzione di grandi quantità di idrogeno.[1] La Stm6, come è stata chiamata, può produrre nel lungo termine, cinque volte il volume di idrogeno prodotto dall'alga nello stato naturale, con una efficienza energetica di produzione di circa l'1,6-2%.
- 2006 - Un articolo non pubblicato dell'Università di Berkeley (il programma è stato svolto dal Midwest research Institute, un operatore esterno che lavora per il NREL) potrebbe aver trovato la soluzione tecnologica che consente di superare il limite di una efficienza energetica del 10%, rendendo fattibile da un punto di vista economico il progetto. Questo risultato è stato ottenuto accorciando i blocchi di clorofilla negli organuli deputati alla fotosintesi, la Tasios Melis ha "probabilmente" superato la soglia.[2]
- 2007 Uno studio svolto da ricercatori della Penn State University ha evidenziato la possibilità di produrre idrogeno con un'alta efficienza utilizzando una cella per elettrolisi microbica con acido acetico. Quest'ultimo è l'acido predominante prodotto nella fermentazione di glucosio e cellulosa. La cella immagazzina nell'idrogeno il 288% dell'energia consumata per il suo funzionamento.Sottratta quella necessaria per il sostentamento del processo comunque la cella fornisce il 144% in più dell'energia immessa.[3]
- 2012 - È stato isolato per la prima volta, presso il CNR di Pozzuoli (NA), il batterio Thermtoga neapolitana[4]. Un organismo particolarmente interessante in grado di produrre idrogeno anche in condizioni di micro-aerobiosi cioè in presenza di concentrazioni di ossigeno attorno al 5-6%. Le cellule della Thermotoga si comportano come dei micro reattori in grado di produrre idrogeno da fermentazione di substrati organici, inclusi materiale di scarto dell'industria agroalimentare.

## Economia
Una coltura di alghe della dimensione dello stato del Texas produrrebbe la quantità di idrogeno necessaria per soddisfare la richiesta di tutto il mondo. Ad esempio basterebbero 25.000 km² per soppiantare l'uso di benzina negli Stati Uniti d'America.

## Storia
Nel 1939 un ricercatore tedesco, Hans Gaffron, durante i suoi studi presso l'università di Chicago, notò che le alghe che stava osservando, la Chlamydomonas reinhardtii (un'alga verde), a volte passava dalla produzione di ossigeno a quella di idrogeno, Gaffron non riuscì però a scoprire la causa che provocava questo cambiamento, e per molti anni la causa rimase sconosciuta.
Alla fine degli anni novanta il professor Anastasios Melis, all'epoca ricercatore presso l'Università della California a Berkeley, scoprì che se la coltura di alghe veniva privata di zolfo questa cessava di produrre ossigeno (la normale fotosintesi), passando a produrre idrogeno. Scoprì che l'enzima responsabile di questa reazione è l'idrogenasi, ma che l'idrogenasi perdeva la sua funzione in presenza di ossigeno. Melis scoprì che privando l'alga dello zolfo questa interrompeva il flusso interno di ossigeno, creando così un ambiente in cui l'idrogenasi poteva reagire, producendo idrogeno. Anche la Chlamydomonas moeweesi è considerata dagli studiosi una buona candidata per la produzione di idrogeno.